# Курган Володимир Петрович
Володимир Петрович Курган (нар. 1 серпня 1923, Нововолодимирівка — пом. 31 жовтня 2010) — учасник німецько-радянської війни, почесний громадянин Херсона.

## Біографія
Народився 1 серпня 1923 року в селі Нововолодимирівці (тепер Голопристанський район Херсонської області, Україна). Брав участь у німецько-радянській війні. Звільняв Херсон у складі 49-ї гвардійської стрілецької дивізії.
Пройшов з боями від Сталінграда до Відня. За час боїв був двічі поранений (під Севастополем і на річці Манич, після взяття міста Котельниково Сталінградської області).
Після демобілізації працював лоцманом, в подальшому — директором магазину. Брав активну участь у військово-патріотичному вихованні молоді. Під його керівництвом створено один з кращих музеїв бойової слави в Херсоні — у середній школі № 47. Очолював секцію ветеранів 49-ї гвардійської Херсонської дивізії. Помер 31 грудня 2010 року.

## Відзнаки
- Нагороджений орденами Червоної Зірки (8 січня 1945), Вітчизняної війни І ступеня (6 квітня 1985)[1], «За мужність», 17-ма медалями[2].
- Почесний громадянин міста Херсона (рішення Херсонської міської ради № 1595 від 27 серпня 2010 року; як визволитель Херсона від фашистських загарбників у Великій вітчизняній війні)[2].